# Leptochiton algesirensis
Leptochiton algesirensis is een keverslakkensoort uit de familie van de pissebedkeverslakken (Leptochitonidae). De wetenschappelijke naam van de soort werd als Chiton algesirensis in 1859 voor het eerst geldig gepubliceerd door Capellini.
Leptochiton algesirensis is een kleine soort keverslak die afkomstig is uit Zuid-Europa. Ze komen voor vanaf de Algarve in Portugal tot het westen van het mediterrane gebied. De meeste exemplaren zijn licht beige gekleurd maar ze kunnen ook gelig tot bruinachtig zijn.